# Lepidochrysops australis
Lepidochrysops australis là một loài bướm ngày thuộc họ Bướm xanh. Nó được tìm thấy ở Nam Phi, từ trên Greyton và Caledon dọc theo rặng núi ven biển đến East Cape.
Sải cánh dài 32–36 mm đối với con đực và 33–40 mm đối với con cái. Con trưởng thành bay từ tháng 11 đến tháng 3. Có khả năng có một hoặc hai lứa một năm.
Ấu trùng ăn loài Selago.